# Ernst Hanfstaengl

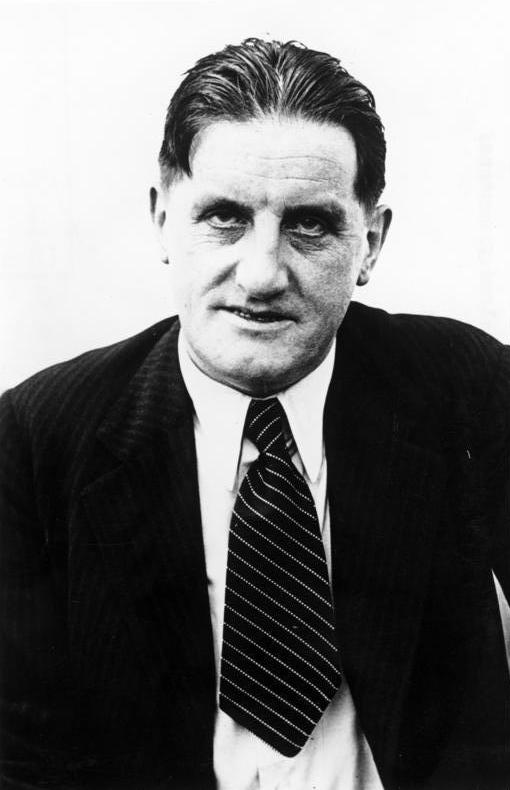
Ernst Hanfstaengl (1934)

Ernst Franz Sedgwick Hanfstaengl (* 2. Februar 1887 in München; † 6. November 1975 ebenda) war ein deutsch/US-amerikanischer Geschäftsmann, Kunsthändler, politischer Aktivist, Komponist und Politiker. Er wurde vor allem als finanzieller Unterstützer und Freund Hitlers in den 1920er, als Auslands-Pressechef der NSDAP in den 1930er Jahren und später als Mitarbeiter einer Arbeitsgruppe unter John Franklin Carter, die für den US-amerikanischen Präsidenten Franklin D. Roosevelt tätig war, bekannt.

## Leben

### Frühe Jahre
Ernst Hanfstaengl wurde als Sohn des wohlhabenden Verlegers und Kunsthändlers Edgar Hanfstaengl und seiner Frau Katharina Wilhelmina Heine in München geboren. Sein Cousin war Eberhard Hanfstaengl, der spätere Direktor der Berliner Nationalgalerie und Generaldirektor der Bayerischen Staatsgemäldesammlungen. Seinen lebenslangen Spitznamen „Putzi“ erhielt er von einem Kindermädchen. Nach dem Abitur siedelte er in die Vereinigten Staaten über, wo er bis 1909 an der Harvard-Universität studierte. Zu seinen Kommilitonen in Harvard zählte der spätere US-Präsident Franklin D. Roosevelt. Nach Kunststudien in Wien, Florenz und Rom und einer einjährigen Rückkehr nach Deutschland zum freiwilligen Militärdienst lebte Hanfstaengl in New York City, wo er bis 1918 die amerikanische Filiale der elterlichen Firma, den Hanfstaengl-Kunstsalon, leitete. Zu den Kunden dieses Geschäfts zählten unter anderem Henry Ford, Arturo Toscanini und der junge Charlie Chaplin.
Da der Kunstsalon gegen Ende des Ersten Weltkriegs als „Feindbesitz“ von den US-Behörden enteignet worden war, kehrte Hanfstaengl 1919 nach Deutschland zurück und ließ sich in München nieder. Am 11. Februar 1920 heiratete er Helene Elise Adelheid Niemeyer. 1921 wurde der Sohn Egon geboren. 1924 folgte die Tochter Hertha, die im Alter von fünf Jahren starb. Von 1921 bis 1927 studierte er Geschichte an der Universität München und wurde dort 1928 bei Karl Alexander von Müller mit der Arbeit Europa und das belgisch-bairische Tauschprojekt im 18. Jahrhundert zum Dr. phil. promoviert.

### NSDAP-Mitglied
Auf Empfehlung seines amerikanischen Freundes Truman Smith, des Vertreters des US-Militärattachés, nahm Hanfstaengl 1922 als Zuschauer an einer Parteiveranstaltung der NSDAP im Münchner Bürgerbräukeller teil. Hier hörte er erstmals Adolf Hitler reden, der damals gerade eine einmonatige Haftstrafe wegen Landfriedensbruchs abgebüßt hatte. Beeindruckt von Hitlers rhetorischer Begabung und seiner Fähigkeit, Massen zu begeistern, trat er der NSDAP bei und intensivierte seine Kontakte zu Hitler und dessen Anhängern. Auch durch sein Klavierspiel gelang es Hanfstaengl, sich die Aufmerksamkeit des musikliebenden Hitler zu sichern.
Als Angehöriger der Münchner Oberschicht nutzte Hanfstaengl seine Kontakte, um Hitler finanzkräftigen Förderern vorzustellen. Durch Spendensammlungen trug er mit dazu bei, der NSDAP den Ankauf des Völkischen Beobachters als Parteizeitung zu ermöglichen.
Im November 1923 war Hanfstaengl am Hitlerputsch beteiligt – dem gescheiterten Versuch der NSDAP, per Staatsstreich von Bayern aus die Macht im Deutschen Reich zu übernehmen. Während Hanfstaengl nach Salzburg fliehen konnte, tauchte Hitler anfangs in Hanfstaengls Landhaus in Uffing am Staffelsee unter, wurde aber nach wenigen Tagen dort von der bayerischen Polizei verhaftet. Nach Hanfstaengls Bericht soll seine Ehefrau Helene, geborene Niemeyer, Hitler davon abgehalten haben, sich angesichts der bevorstehenden Verhaftung zu erschießen.

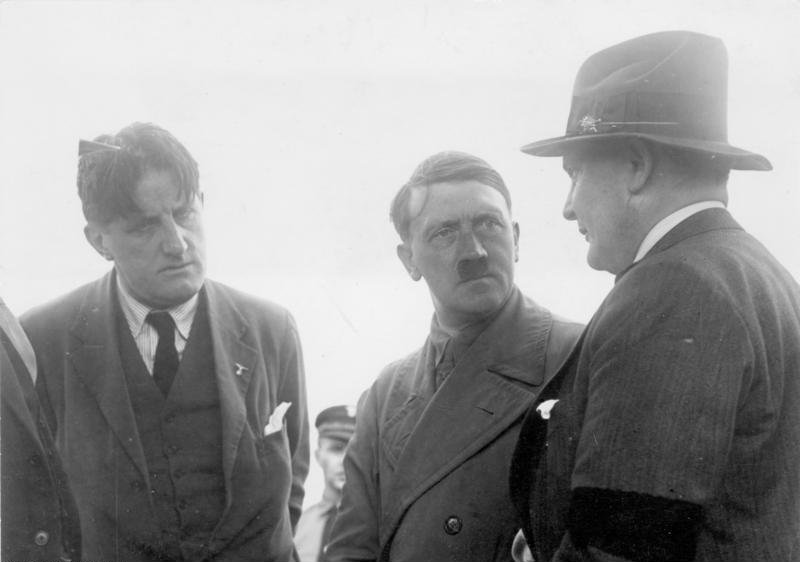
Hanfstaengl (links) mit Hitler und Hermann Göring im Sommer 1932

Während Hitlers Haftzeit in Landsberg am Lech und nach seiner Haftentlassung hielt Hanfstaengl weiterhin engen Kontakt zum Parteiführer der NSDAP.
Im Frühjahr 1925 nahm Hanfstaengl an der Versammlung zur Neugründung der NSDAP teil. Der neugegründeten Partei trat er zunächst jedoch – angeblich in Absprache mit Hitler – nicht wieder bei. Offiziell trat er erst wieder zum 1. November 1931 bei (Mitgliedsnummer 668.027).
Im Jahr 1931 wurde Hanfstaengl, auch wegen seiner Fremdsprachenkenntnisse und Verbindungen ins Ausland, von Hitler zum Auslands-Pressechef der NSDAP ernannt. In dieser Eigenschaft war er mit der Pflege der Beziehungen der Partei und ihrer hohen Funktionäre zu den in Deutschland tätigen Auslandskorrespondenten der bedeutenden Zeitungen des Auslands, insbesondere der angelsächsischen Länder, betraut. So arrangierte er Interviews Hitlers und anderer NSDAP-Größen, wie Gregor Strasser, mit ausländischen Zeitungskorrespondenten und stand den ausländischen Journalisten auch selbst häufig Rede und Antwort zu den Zielen und dem Programm der NSDAP oder zur Haltung der Partei zu tagesaktuellen Fragen. Im Rahmen seiner Tätigkeit als Auslandspressechef versuchte Hanfstaengl auch im März 1932 ein Zusammentreffen zwischen Hitler und dem britischen Staatsmann Winston Churchill – mit dessen Sohn Randolph Churchill er befreundet war – in München in die Wege zu leiten. Die Zusammenkunft kam letztlich nicht zustande, da Hitler die verabredete Zusammenkunft im letzten Augenblick nicht wahrnahm – angeblich, weil ihm ein geringschätziger Kommentar Churchills zur Judenpolitik der NSDAP zugetragen worden war.
1933 komponierte Hanfstaengl aus Anlass der „Machtergreifung“ eine Hitler-Suite in „militärischem Tempo“; bei der Schallplatteneinspielung durch die Telefunken dirigierte er selbst. Dass er 1934 bei einer Feier an seiner alten Universität Harvard auftrat, führte zu Protesten unter Dozenten und Studenten. Die Leitung der Universität schlug sein Angebot aus, ein Stipendium für begabte Studenten zu stiften. Auf dem Titelblatt von Heft 42 (19. Juli 1934) der Zeitschrift Reclams Universum wurde er noch mit der Unterschrift „Herzlich aufgenommen in den USA. Dr. Hanfstaengel, der Auslandspressechef der NSDAP, weilte in Amerika, wo er an einem Treffen der ehemaligen Harvard-Studenten teilnahm“ abgebildet.

### Emigration
Hanfstaengls Position im NS-Staat und seine persönliche Beziehung zu Hitler und seiner NS-Elite verschlechterten sich seit 1934 zusehends. Unmittelbarer Auslöser war Hanfstaengls Memoiren zufolge, dass seine kritischen Bemerkungen über das NS-Regime von Unity Mitford an Mitglieder der NS-Elite weitergegeben worden seien. Daraufhin habe er am 10. Februar 1937 liquidiert werden sollen. Hierzu sei er unter dem Vorwand, in Spanien einen Auftrag ausführen zu müssen, in ein Militärflugzeug gelockt worden. Er habe gezwungen werden sollen, mit dem Fallschirm über deutschem Boden abzuspringen, um ihn dann in der Luft abzuschießen. Der Plan sei daran gescheitert, dass der Pilot Hanfstaengl im Flugzeug erkannt habe. Deshalb habe er einen Motorschaden vorgetäuscht und sei auf dem kleinen Flugplatz Klein-Polenz in der Nähe von Leipzig gelandet, was Hanfstaengl die Flucht ermöglicht habe. Hitler und Göring hätten anschließend versucht, den geplanten Anschlag als bloßen Scherz abzutun. Der Vorfall wird auch von Albert Speer in seinen Erinnerungen erwähnt.
Daraufhin floh Hanfstaengl zunächst in die Schweiz und von dort nach Großbritannien. Seine Flucht erregte vor allem in den USA Aufsehen; die New York Times berichtete darüber. Versuche, ihn mit Versprechungen und Drohungen zur Rückkehr zu veranlassen, scheiterten. So schrieb ihm Hermann Göring am 19. März 1937, man habe ihm mit dem Spanienscherz Gelegenheit zum Nachdenken geben wollen. Laut den Tagebüchern von Joseph Goebbels drängten Hitler und SS-Führer Heinrich Himmler darauf, Hanfstaengl ins Deutsche Reich zurückzuholen, um ihn „dingfest“ zu machen. Goebbels machte sich Sorgen, Hanfstaengl („ein Schwein erster Klasse“) könne sein Wissen über Interna der NSDAP an die ausländische Presse weitergeben. Am 13. April 1937 schrieb er in sein Tagebuch: „Wenn der auspackt, das wird alle anderen Emigranten weit in den Schatten stellen.“ Er machte Hanfstaengl deshalb ein Lockangebot: Dieser solle an einer Filmkomposition beteiligt werden. Im Februar 1938 verlangte Hanfstaengl von London aus gegenüber Himmler seine Rehabilitierung, da ihm namenloses Unrecht geschehen sei.
In Großbritannien wurde Hanfstaengl mit Beginn des Zweiten Weltkriegs als Enemy Alien interniert und nach Kanada überstellt. Auf Betreiben des Journalisten John Franklin Carter, der als Berater von Präsident Franklin D. Roosevelt psychologische Profile der NS-Führer erstellen ließ, wurde er 1942 in die USA überstellt. Carter hatte Hanfstaengl 1930 kennengelernt, als dieser ihm ein Interview mit Göring vermittelt hatte. Zum 7. Oktober 1942 wurde Hanfstaengl aus der NSDAP ausgeschlossen.
Mit dem Status eines britischen Kriegsgefangenen wertete Hanfstaengl im Auftrag Carters Radiosendungen und Informationen aus dem Dritten Reich aus. Besonders war er mit der Beurteilung der Glaubwürdigkeit der Informationen befasst. Auch sein Sohn Egon Hanfstaengl, der sich freiwillig zur US-Army gemeldet hatte, wurde dazu befragt. Ein Teil der Berichte Ernst Hanfstaengls wurde Roosevelt vorgelegt. Seine langjährige persönliche Beziehung zu Adolf Hitler sollte es ihm ermöglichen, Erklärungen für dessen Handlungen und Entscheidungen sowie Prognosen zu weiteren Schritten zu liefern.
Im April 1943 kam Hanfstaengl zum Ergebnis, dass die Berichte aus Berlin über die Entdeckung eines Massengrabes mit den Leichen von Tausenden polnischer Offiziere in einem Wald unweit des russischen Dorfs Katyn den Tatsachen entsprächen. Die Täter des Massakers von Katyn seien auf sowjetischer Seite zu suchen. Allerdings schloss sich der amerikanische Militärgeheimdienst OSS nicht dieser Einschätzung an; auch Roosevelt wies die Version einer sowjetischen Täterschaft zurück.
Da die Dossiers Hanfstaengls nach Einschätzung des State Departments nur von geringem Wert waren, wurde Carter vom Weißen Haus angewiesen, zum 1. Juli 1944 die Zusammenarbeit mit ihm einzustellen. Auch soll er die für ihn zuständigen Beamten zunehmend mit seinen Forderungen nach Bezahlung, einem Steinway-Flügel, besserem Essen sowie der Sanierung seiner Zähne enerviert haben.

### Rückkehr nach Deutschland
Nachdem er auch nach dem Ende des Krieges noch einige Zeit in verschiedenen Lagern festgehalten worden war, kehrte Hanfstaengl am 3. September 1946 nach Deutschland zurück. 1947 beantragte er seine Anerkennung als NS-Opfer und verlangte Presseberichten zufolge 16.150 US-Dollar als Entschädigung für erlittenes Unrecht. Am 13. Januar 1949 wurde er von der Spruchkammer Weilheim rehabilitiert – unter anderem durch den Umstand, dass man im Geheimen Staatspolizeiamt eine „Fahndungsliste“ mit Personen gefunden hatte, die nach einer erfolgreichen Invasion Großbritanniens hätten verhaftet werden sollen; darauf stand auch sein Name. 1957 veröffentlichte er ein Buch in englischer Sprache mit seinen Memoiren zur Frühzeit der NS-Bewegung; 1970 erschien die deutschsprachige Ausgabe, die ein kommerzieller Erfolg wurde.
Seine beiden Bände Hitler in der Karikatur der Welt (1933/1934), in denen Hanfstaengl politische Karikaturen der Gegner der Nationalsozialisten, die aus der Zeit vor der „Machtergreifung“ stammten und Hitler zeigten, gesammelt und kommentiert hatte, wurden in der Sowjetischen Besatzungszone auf die Liste der auszusondernden Literatur gesetzt.
Das Familienunternehmen, den Kunstverlag Franz Hanfstaengl, führte von 1958 bis zu seiner Auflösung im Jahr 1980 sein Sohn Egon Hanfstaengl (1921–2007, Patenkind Adolf Hitlers).
Ernst Hanfstaengls Grab befindet sich auf dem Bogenhausener Friedhof in München.
2020 erschien ein Roman des Schriftstellers Thomas Snégaroff (* 1974), Putzi. Le pianiste d’Hitler, der auf Hanfstaengls Leben basiert.

## Veröffentlichungen
- Europa und das belgisch-bairische Tauschprojekt im 18. Jahrhundert. München 1929 (Dissertation).
- Amerika und Europa von Marlborough bis Mirabeau. Südost, München 1930.
- Hitler in der Karikatur der Welt. Tat gegen Tinte. Ein Bildsammelwerk. Verlag Braune Bücher Carl Rentsch, Berlin 1933.[27] Zahlreiche weitere Auflagen.
- Tat gegen Tinte – Hitler in der Karikatur in der Welt. Neue Folge. Ein Bildsammelwerk.[28] Berlin: Verlag Braune Bücher Berlin. Carl Rentsch, 1934.
- Spott im Bild. Die Karikatur als Maßstab der Größe. In: Sport im Bild. 39. Jahrgang, Nr. 25. August Scherl, Berlin 1933, S. 1111 (Digitalisat [abgerufen am 21. August 2023]).
- Hitler. The Missing Years. London 1957.
  - US-amerikanische Ausgabe: Unheard Witness. Philadelphia 1957.
  - Neuausgabe als: The Unknown Hitler. Notes from the Young Nazi Party. London 2005.
- Zwischen Weißem und Braunem Haus. Memoiren eines politischen Außenseiters. Piper, München 1970.
  - Neuausgabe als: 15 Jahre mit Hitler. Zwischen Weißem und Braunem Haus. München 1980.

## Filme
- Unity, Putzi und Blondi – Hitlers Freunde und der amerikanische Geheimdienst. (Dokumentation von Rasmus Gerlach, MDR, 2003), Beschreibung als Link aus dem Internetarchive Internet Archive (Memento vom 24. Juni 2009 im Internet Archive).
- Hitler – Der Aufstieg des Bösen. (Filmdrama von Christian Duguay, CBS, 2003) cbs.com (Memento vom 30. April 2003 im Internet Archive).
- Die Künstlerfamilie Hanfstaengl. (Dokumentation von Gabriele Dinsenbacher, BR, 2006).